# Hautes-Bruyères

Das Wappen des Klosters Hautes-Bruyères und heutige Wappen der Gemeinde Saint-Rémy-l’Honoré

Hautes-Bruyères (vollständiger Name: Notre-Dame-des-Hautes-Bruyères) in Saint-Rémy-l’Honoré (Département Yvelines) war ein Doppelkloster des Ordens der Abtei Fontevrault, das im Jahr 1112 von König Ludwig VI. von Frankreich und Amaury III. von Montfort gegründet wurde, um Bertrada von Montfort, die 1104 verstoßene Ehefrau und seit 1110 Witwe des Königs Philipp I., Schwester Amaurys und Stiefmutter Ludwigs, zu versorgen.
Das Kloster Hautes-Bruyères wurde danach zur Grablege der Familie Montfort. Neben anderen wurde hier Simon IV. de Montfort, der Anführer der Albigenserkreuzzüge bestattet.
1530 wurde das Kloster von Agnès de Marfin reformiert, und geriet später in die Hände von Père Joseph, Richelieus grauer Eminenz. Während der Revolution wurde das Kloster aufgelöst und verkauft.
Vom Kloster blieben vor Ort lediglich eine Scheune und ein Tympanon erhalten. Selbst das Archiv der Abtei ging fast vollständig verloren. In der Abtei Saint-Denis befindet sich jedoch die Urne für das Herz des Königs Franz I., die von Pierre Bontemps im Auftrag von König Heinrich II. gestaltet und anfangs in Hautes-Bruyères aufgestellt wurde.